# 晋西北行政公署
晋西北行政公署（简称“晋西北行署”）是抗日战争和解放战争期间中国共产党领导的晋西北地区的政权。

## 历史
晋西事变（十二月事变）后，中国共产党实际上与阎锡山决裂，结束了双重政权局面，山西省共产党控制的党政军组织不再接受阎锡山第二战区的哪怕是形式上的领导。1940年1月15日在山西兴县举行的晋西北军政民代表大会上决定成立。选举贺龙、续范亭、牛荫冠、武新宇、杜心源、张文昂、韩钧、刘少白、孙良臣等为行政委员,组成行政委员会。1940年2月中共晋西北区党委在兴县蔡家崖乡蔡家崖村成立“山西省政府第二游击区行署”（1939年初阎锡山把山西全省分为四个游击区行署，下设若干专署）。行署主任续范亭、副主任牛荫冠(1942年1月武新宇继任)。晋西北新军总指挥部政委罗贵波。1941年8月改称晋西北行政公署。1943年11月8月改称晋绥边区行政公署。
1940年初晋西事变刚结束，晋西北抗日政权成立，开展了征粮、献金、扩兵、军鞋“四大动员”，共献金1 810 625元，献粮90 426石，献鞋118 441双，征兵15 885名。减租减息逐步开展起来，普遍实行二五减租及三七五减租的规定，废除一切额外剥削。
1942年，晋西北行政公署规定：从预决算制度入手严把粮食节约，严格执行粮票制度，从严贯彻客饭制度，所有在职人员均不得开客饭，各机关临时召集的会议和训练班，“其参加人员均由原机关、部队携带粮食或粮票，一概不许另列预算”“无故损失粮食，除不准报销外，并给以处罚”。晋西北行政公署还专门召开政务会议，决定自1942年8月1日起，每人每日减发小米二两，并通令军政民各级机关、部队、团体、学校、工厂等，“一律不准用粮食喂猪、换谷，不准做酒、熬糖、做粉，凡在有青菜时期，不准用粮食做豆腐、生豆芽”。

## 晋绥边区政府及军区司令部旧址
1996年11月24日由国务院公布为第四批全国重点文物保护单位。